# Sayyed Abdal·lah Behbahani
Sayyed Abdal·lah Behbahani,de vegades transcrit Seyyed Abdul·lah Behbahani (1840-1910) en persa عبدالله بهبهانی fou un teòleg xiïta i polític iranià nascut a Nadjaf.
El 1878 va esdevenir un dels ulemes més influents de Teheran. El 1891 es va organitzar una campanya contra el tabac en resposta a la concessió del monopoli pel xa a una companyia britànica, i no s'hi va voler associar. Va participar en altres activitats polítiques sobre la permanència als càrrecs dels governadors de Khuzestan i Mazanderan. El 1905 va rebre una foto de l'encarregat de duanes belga, Naus, que havia anat a una festa de disfresses vestit de capellà, i això li va servir d'excusa per demanar la seva dimissió, que finalment es va garantir; llavors es va aliar a un altre clergue, Mohammad Tabatabai i junts van instigar algunes manifestacions i actes polítics.
El 18 d'agost de 1906 els ulemes van tornar a Teheran després d'obtenir una victòria política i durant dos anys fou la principal figura del país dins el parlament (Majlis) fins al cop d'estat reial del 23 de juny de 1908 que va dissoldre el Majlis. Fou fet presoner i expulsat cap a l'Imperi Otomà però al no ser acceptat va quedar en custodia a la frontera a Bezehrud durant 8 mesos i després fou portat a Nadjaf.
Quan les forces constitucionals van entrar a Teheran i van deposar el xa (juliol de 1909) va tornar a la capital esperant continuar el seu paper al Majlis; aquest va quedar dividit entre moderats (conservadors) i radicals (socialdemòcrates) i va donar suport als conservadors. Llavors fou assassinat a casa seva el 16 de juliol de 1910 per quatre homes vinculats a la socialdemocràcia, però que no van poder ser lligats al cap d'aquest sector, el diputat de Tabriz Sayyed Ḥasan Taqīzāda, el qual tot i així es va haver d'exiliar a Istanbul.
Està enterrat a Nadjaf.